# Município Ebo
Município Ebo är en kommun i Angola.   Den ligger i provinsen Cuanza Sul, i den västra delen av landet, 280 km sydost om huvudstaden Luanda.
I omgivningarna runt Município Ebo växer huvudsakligen savannskog. Runt Município Ebo är det glesbefolkat, med 17 invånare per kvadratkilometer.